# Калпак
а
Калпак (Calpack, Calpac, Kalpac ili Qalpaq) (од турског: kalpak [kaɫpak]; казашки: қалпақ, бугарски и српски: калпак, киргиски: калпак) - врста капе.
Висока је и има купасти облик. Обично се израђује од коже оваца. Део је традиционалне мушке ношње у земљама као што су: Бугарска, Србија, Турска, Иран, земље средње Азије и Кавказа.
Реч "калпак" саставни је део етнонима туркијске групе: "Каракалпак" (дословно "црни калпак").